# Emiratos Árabes Unidos en los Juegos Olímpicos de Atenas 2004
Los Emiratos Árabes Unidos estuvieron representados en los Juegos Olímpicos de Atenas 2004 por cuatro deportistas masculinos que compitieron en tres deportes.
El portador de la bandera en la ceremonia de apertura fue el tirador Said Al-Maktum.

## Medallistas
El equipo olímpico emiratí obtuvo las siguientes medallas:
| Nombre          | Deporte | Competición  |
| --------------- | ------- | ------------ |
| Oro             |         |              |
| Ahmed Al-Maktum | Tiro    | Doble foso M |
| Plata           |         |              |
| —               |         |              |
| Bronce          |         |              |
| —               |         |              |